# Spathius sucro
Spathius sucro är en stekelart som beskrevs av Nixon 1943. Spathius sucro ingår i släktet Spathius och familjen bracksteklar. Inga underarter finns listade i Catalogue of Life.